# Château de Newcastle upon Tyne
Le château de Newcastle, est une fortification médiévale de Newcastle upon Tyne, en Angleterre, construite sur le site de la forteresse qui a donné son nom à la ville de Newcastle. Les structures les plus importantes qui subsistent sur le site sont le donjon du château, la principale tour fortifiée en pierre du château, et la porte noire, sa porte fortifiée.
L'utilisation du site à des fins défensives remonte à l'époque romaine, où il abritait un fort et une colonie appelée Pons Aelius, surveillant un pont sur la rivière Tyne. Robert II de Normandie, fils aîné de Guillaume le Conquérant, construisit en 1080 une motte castrale en bois sur l'emplacement du fort romain. Robert II construisit ce 'New Castle upon Tyne' après son retour d'une campagne contre Malcolm III en Écosse. Henri II a lui construit le donjon du château en pierre entre 1172 et 1177 sur le site de cette motte castrale. Henri III ajouta la Porte noire entre 1247 et 1250. Il ne reste plus ni le fort romain ni la motte castrale d'origine. Le donjon est un bâtiment classé au grade I et un Scheduled monument.
Le Donjon et la Porte noire datent d'avant la construction du mur d'enceinte de la ville de Newcastle, dont la construction a commencé vers 1265, sans l'inclure. Le site du donjon se trouve au centre de Newcastle et se situe à l’est de la gare de Newcastle . Le fossé de 75 pieds (22,86 m) entre le Donjon et la Porte est presque entièrement comblé par le viaduc de chemin de fer qui porte la voie East Coast Main Line de Newcastle vers l'Écosse .
Le Donjon et la Porte Noire sont désormais gérés par le projet Old Newcastle dans le cadre du partenariat «Heart of the City» en tant qu’attraction touristique combinée, le «château de Newcastle».

## Histoire ancienne
Au milieu du IIe siècle, les Romains construisirent le premier pont traversant la rivière Tyne à l'endroit où se trouve Newcastle. Le pont s'appelait Pons Aelius ou «pont d'Aelius», Aelius étant le nom de famille de l'empereur Hadrien, qui fut l'instigateur de la construction du Mur d'Hadrien le long de la faille de Tyne-Solway. Les Romains ont construit un fort pour protéger le passage de la rivière qui se trouvait au pied des gorges de la Tyne. Le fort était situé sur un piton rocheux surplombant le nouveau pont.
À une époque inconnue de l'ère anglo-saxonne, le site de Newcastle fut connu sous le nom de Monkchester. À la fin du VIIe siècle, un cimetière fut établi sur le site du fort romain.

## Le Château normand
En 1080, le roi normand, Guillaume le Conquérant, envoya son fils aîné, Robert II de Normandie, au nord du pays, pour défendre le royaume contre les Écossais. Après sa campagne, il s'installe à Monkchester et commence la construction d'un «New Castle». C’était une construction de type " motte castrale ", une tour en bois au sommet d’un monticule de terre (motte), entourée d’un fossé et d’une palissade de bois.
En 1095, Robert de Montbray, comte de Northumbrie, se souleva contre Guillaume le Roux et ce dernier envoya une armée au nord pour écraser la révolte et capturer le château. À partir de ce moment, le château devint la propriété de la couronne et devint une base importante à partir de laquelle le roi pouvait contrôler les barons du nord.

## Le nouveau château de pierre

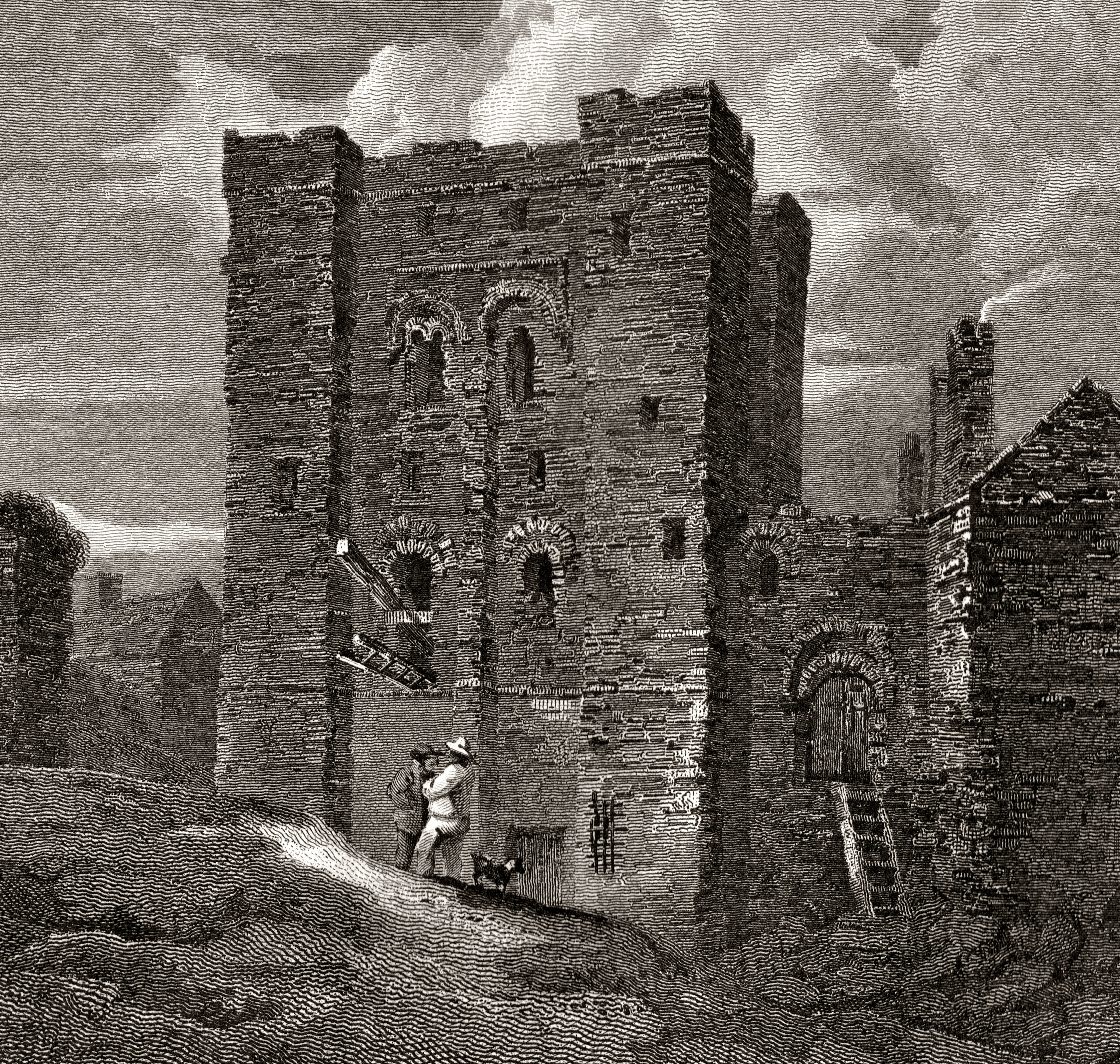
Le château en 1814.

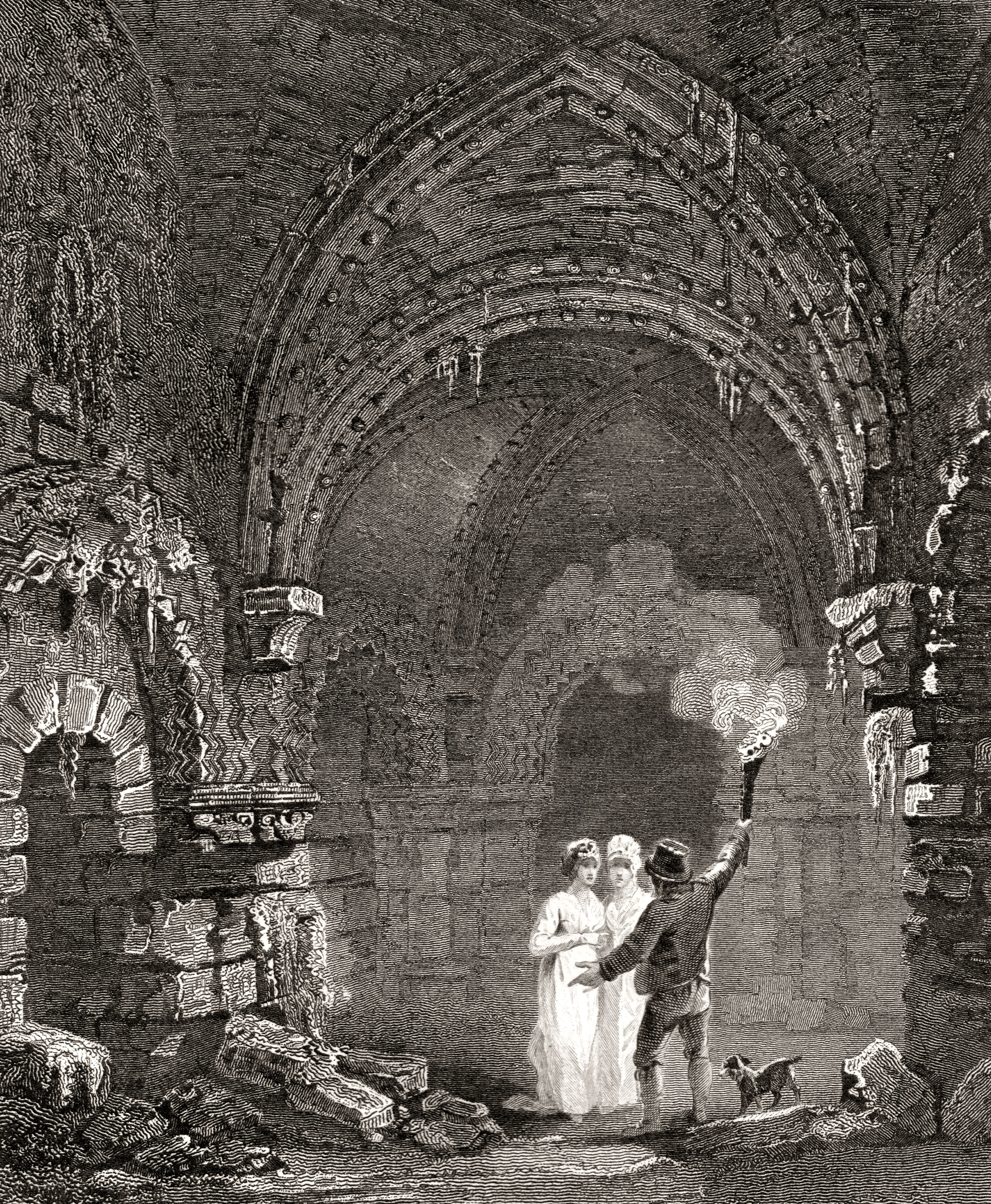
Une vue de l'intérieur en 1814.

Il ne reste plus aucune trace de la tour ou du monticule de la motte castrale. Henri II le remplaça par un donjon en pierre rectangulaire construit entre 1172 et 1177 pour un coût de 1 444 £. Un mur d'enceinte en pierre, de forme triangulaire, a remplacé le précédent en bois. Le maître maçon ou architecte, Maurice, construisit également le Château de Douvres. La grande porte extérieure du château, appelée «la porte noire», a été construite plus tard, entre 1247 et 1250, sous le règne d'Henri III. Pendant les guerres civiles à la fin du règne du roi Jean sans Terre, il était sous le contrôle de Philippe d'Oldcoates..
Une protection supplémentaire pour le château fut réalisée à la fin du XIIIe siècle lorsque des murs de pierre ponctués de tours ont été construits tout autour de la ville. La sécurité assurée par les murs de la ville a conduit à la négligence de la structure du château. En 1589, sous le règne de la reine Élisabeth Ire, le château fut décrit comme en ruine. À partir du début du XVIIe siècle, cette situation a été aggravée par la construction de magasins et de maisons sur une grande partie du site.

## Guerre civile anglaise
En 1643, pendant la Première révolution anglaise, le maire royaliste de Newcastle, Sir John Marley, a restauré le donjon et probablement aussi remodelé le château. En 1644, l'armée écossaise franchit la frontière pour soutenir les parlementaires et les troupes écossaises assiégèrent Newcastle pendant trois mois, jusqu'à la capitulation de la garnison. Les murs de la ville ont été lourdement endommagés et les dernières forces à se rendre le 19 octobre 1644 l'ont été depuis le donjon du château.
Au cours du XVIe jusqu'au XVIIIe siècle, le donjon a été utilisé comme prison. En 1800, il y avait un grand nombre de maisons dans les limites du château.

## XIXesiècle

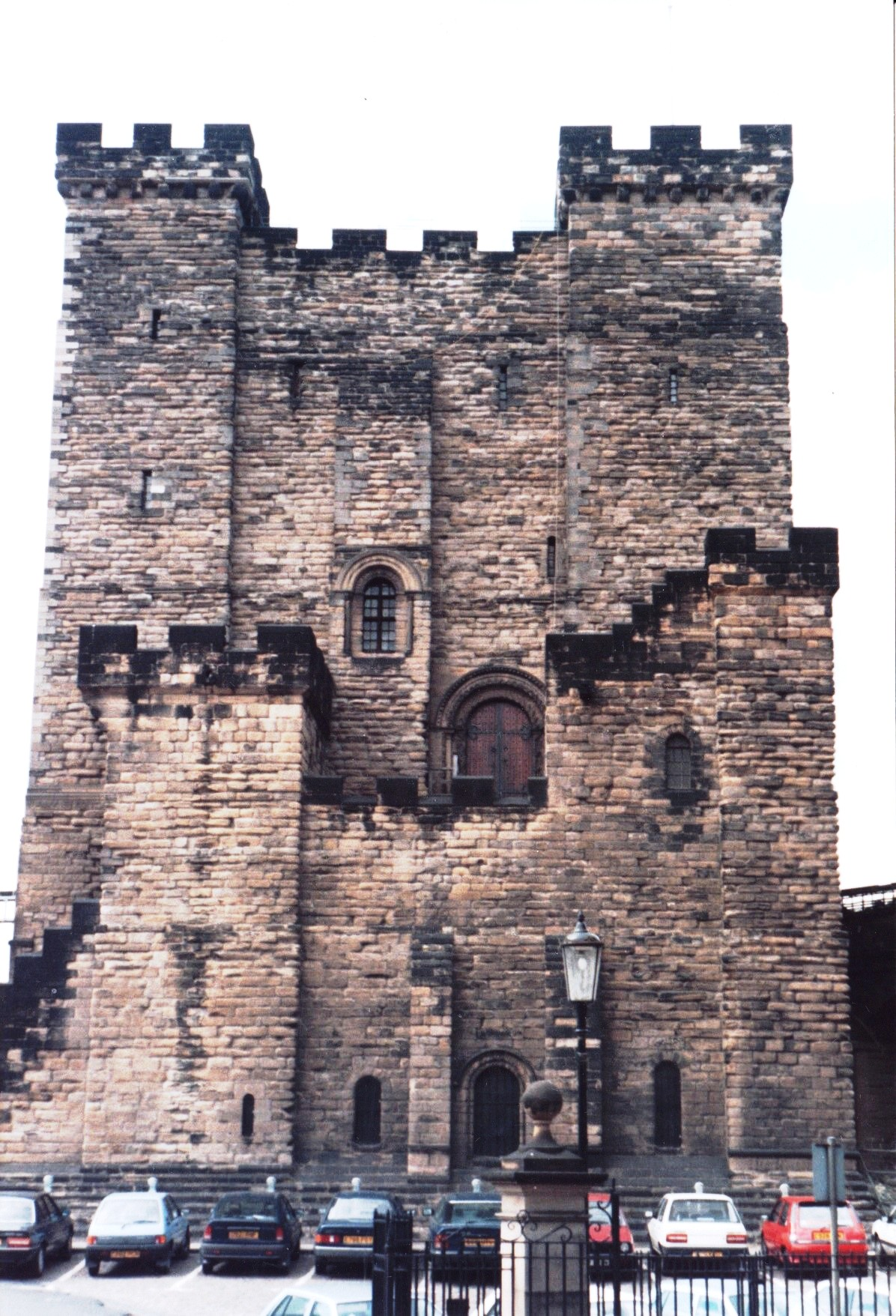
Le Donjon de Newcastle en 1991

En 1809, Newcastle Corporation a acheté le donjon et l'a doté d'un toit et de créneaux. En outre, les habitations privées situées à l'intérieur des limites du château ont été démolies. Le donjon a été restauré en 1810, 1812 et 1848. Au milieu du XIXe siècle, l'arrivée du chemin de fer à Newcastle a conduit à la construction d'un viaduc au nord du donjon et à la traversée du site du château. En conséquence, il n'y reste plus que le donjon et la porte noire.

## XXesiècle
Le donjon a été restauré entre les années 1960 et 1980 : des pierres endommagées ont alors été remplacées et l'intérieur a été nettoyé.

## La Porte Noire

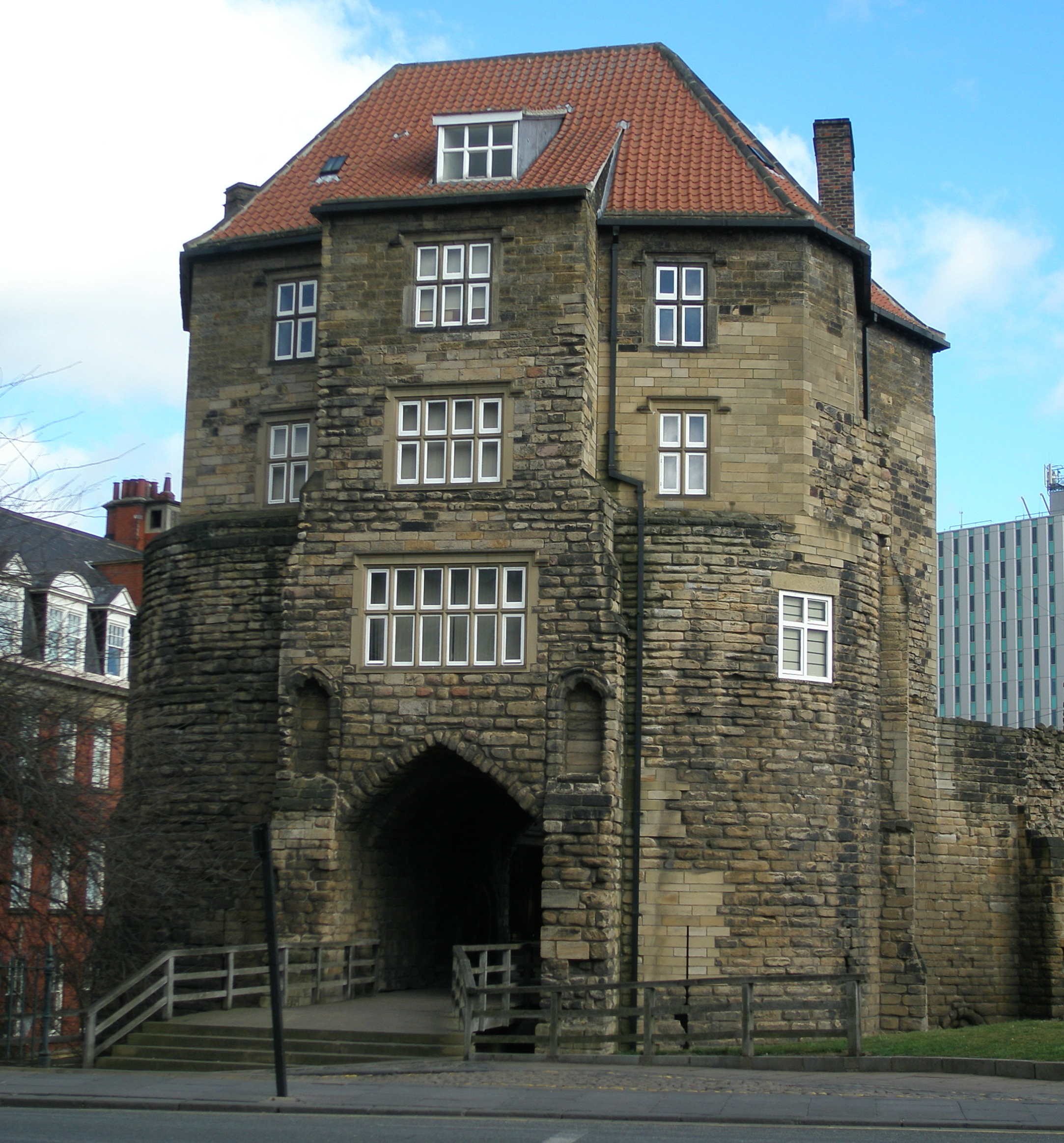
La Porte Noire vue de face

La «porte noire» a été ajoutée au château de Newcastle entre 1247 et 1250, formant une barbacane supplémentaire devant la porte nord du château. Elle se composait de deux tours avec un passage laissé entre elles. De chaque côté du passage se trouvait une salle de garde voûtée. Il y avait un pont-levis à l'avant (face à l'ouest) et un autre à l'arrière, mais aussi une herse qui pouvait être levée et abaissée pour sceller le passage d'entrée.
Le bâtiment d'origine aurait probablement eu un toit plat, mais en 1618, Jacques Ier loua la Porte à un courtisan, Alexander Stephenson. Stephenson a considérablement modifié le bâtiment, reconstruisant les étages supérieurs. Stephenson a ensuite laissé la Porte Noire à divers locataires, dont l'un était un commerçant, du nom de Patrick Black. C'est lui qui a donné son nom à la porte noire ("Blackgate").
Finalement, des maisons ont été construites des deux côtés du passage, et une partie du bâtiment est devenue une maison publique. Au début du XIXe siècle, la porte noire était devenue un taudis pouvant accueillir jusqu'à soixante personnes.
La Porte a été louée à la Société des antiquaires de Newcastle upon Tyne dans les années 1880, qui l'a largement restaurée entre 1883 et 1885. C'est la Société qui a ajouté le dernier étage et un toit en pente. La Société y a tenu des réunions régulières depuis. Les ponts levis vers l'avant et l'arrière ont été remplacées par des passerelles en bois fixes.

## Bâtiments actuels

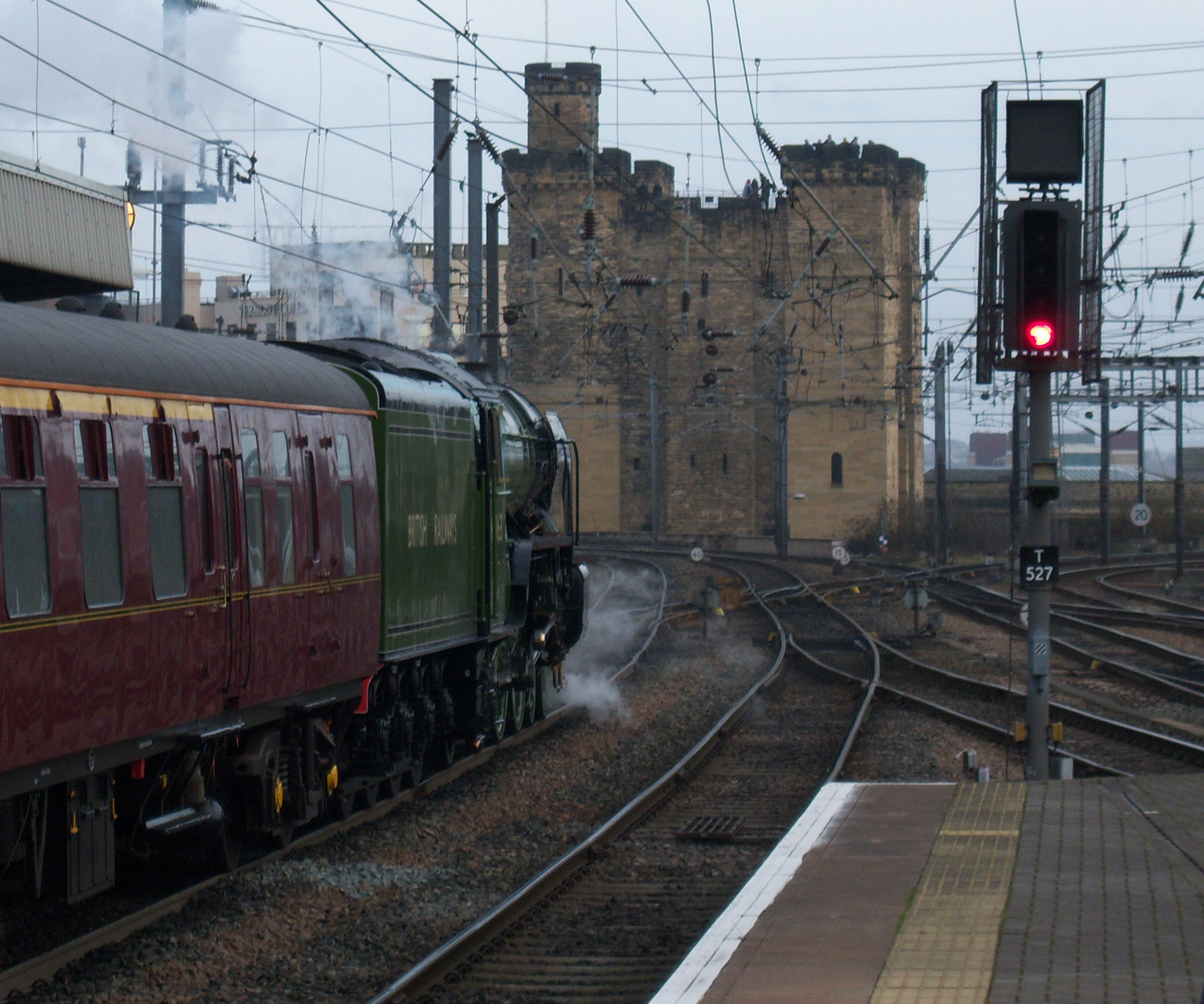
Le donjon vu depuis le quai de la gare de Newcastle. Une locomotive à vapeur neuve 60163 Tornado se tient à gauche

Le donjon est un bâtiment classé au grade I et un monument antique classé. C’est une construction à peu près carrée, mesurant 62 pieds (18,8976 m) par 56 pieds (17,0688 m) et 81 pieds (24,6888 m) de haut. L'entrée mène au second étage par une volée d'escaliers et mène au Grand Hall, la plus grande salle du donjon, mesurant 30 pieds (9,144 m) par 24 pieds (7,3152 m). La porte noire y était reliée par un pont-levis traversant un fossé. Un pont en bois a remplacé le pont-levis. La porte d'origine avait une herse, et on peut encore voir les renfoncements dans lesquels elle était aménagée. Le donjon appartient actuellement au conseil municipal de Newcastle et est géré par la Society of Antiquaries de Newcastle upon Tyne, l'une des plus anciennes sociétés antiquaires au monde.
Le donjon du château peut être visité aujourd'hui. Le donjon est également remarquable par le fait que la principale ligne de chemin de fer de la côte Est traverse le centre du terrain. En particulier, les remparts offrent une vue magnifique sur le quai de la rivière Tyne, la cathédrale et la gare de Newcastle. Le château est réputé hanté et a fait l'objet de nombreuses enquêtes paranormales. Il a figuré dans un épisode de Most Haunted.
Le donjon du château et la porte noire ont récemment été rénovés par le partenariat Heart of the City et ont rouvert le 21 mars 2015 sous le nom de château de Newcastle. Outre l'amélioration de l'accessibilité, un centre éducatif, une boutique de souvenirs et une salle de musée à la porte Noire ainsi que des installations audiovisuelles au donjon racontent l'histoire du site et de ses habitants.

## Voir également
- Châteaux en Grande-Bretagne et en Irlande
- Liste des châteaux en Angleterre